# Kanaka pelagica
Kanaka pelagica är en nässeldjursart som beskrevs av Uchida 1947. Kanaka pelagica ingår i släktet Kanaka och familjen Bythotiaridae. Inga underarter finns listade i Catalogue of Life.